# Lista ghețarilor din Antarctica

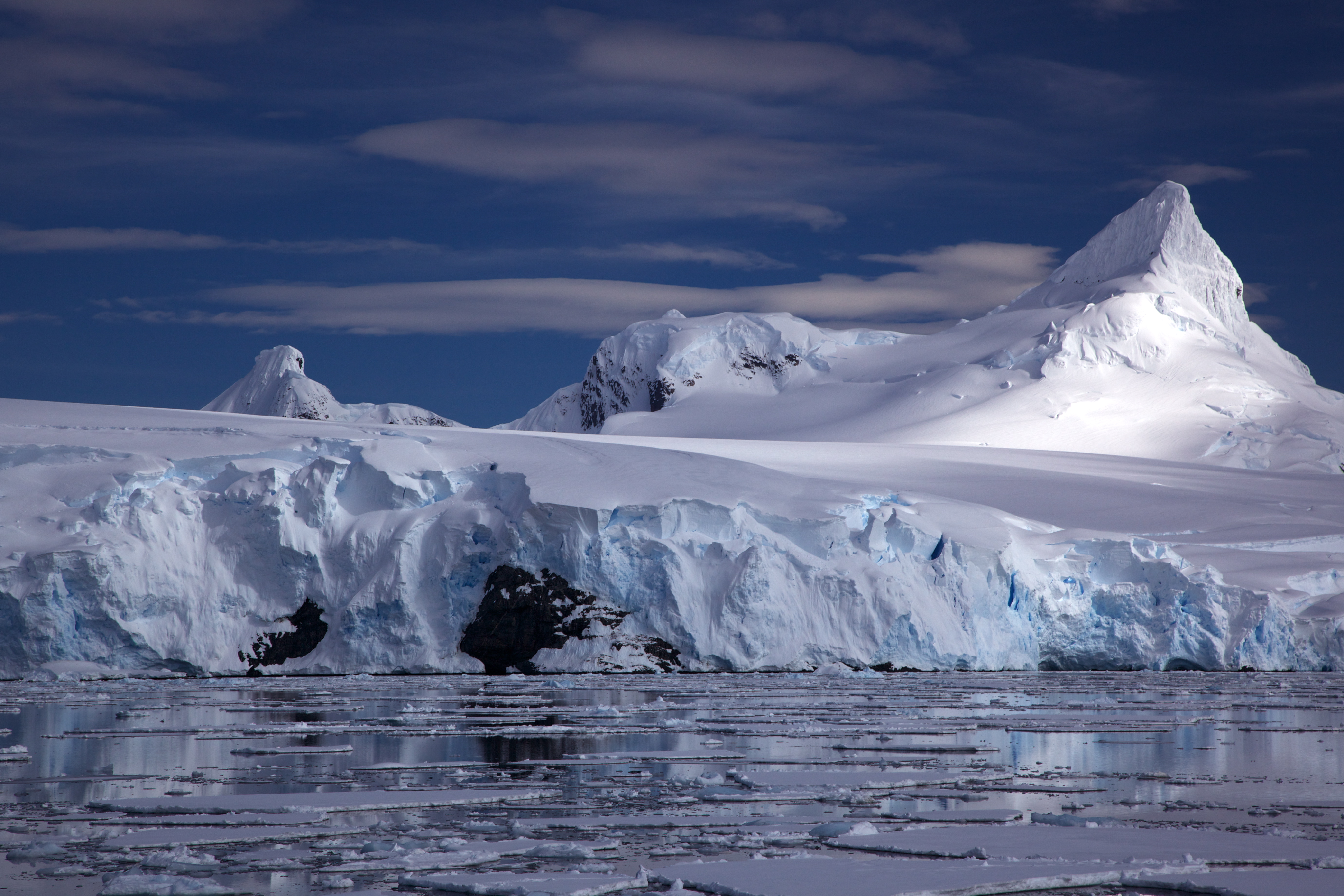
Ghețar de maree pe coasta Antarcticii

Există mulți ghețari în Antarctica. Acest set de liste nu include foaie de gheațăs, calota glaciarăs sau câmp de gheațăs, cum ar fi foaia de gheață antarctică, ci include glacial caracteristici care sunt definite de fluxul lor, mai degrabă decât de corpurile generale de gheață. Listele includ  ghețarii de ieșire,  ghețariival,  ghețarici buni,  ghețari cu apă cu maree și flux de gheațăs. Fluxurile de gheață sunt un tip de ghețar
 and many of them have "glacier" in their name, e.g. Pine Island Glacier. Ice shelves are listed separately in the List of Antarctic ice shelves. For the purposes of these lists, the Antarctic is defined as any latitude further south than 60° (the continental limit according to the Antarctic Treaty System).

## Lista după alfabet
- Listă de ghețari din Antarctica:A–H
- Listă de ghețari din Antarctica:I–Z